# Vecchi credenti

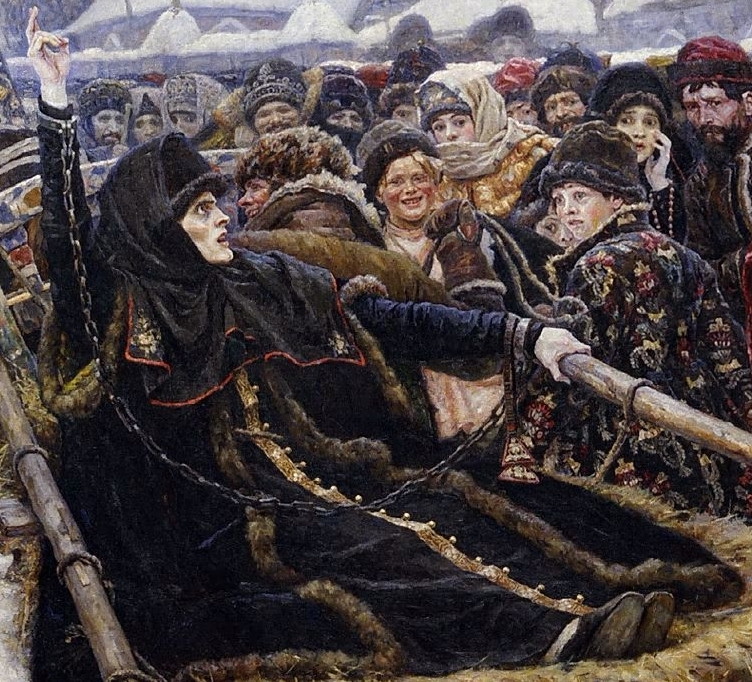
Dettaglio del dipinto Boiarinja Morozova di Vasilij Surikov raffigurante la boiarda Feodosija Morozova arrestata dalle Autorità zariste nel 1671. La donna tiene due dita tese, a simboleggiare il vecchio rituale russo-ortodosso di compiere il segno della croce, con due dita invece che con tre.

Vecchi credenti (in russo "старове́ры" - starovery; oppure "старообря́дцы" - staroobrjadcy?) è un movimento religioso russo che nel 1666-1667 si oppose alle scelte della gerarchia ortodossa del proprio Paese, arrivando a separarsene in segno di protesta contro le riforme ecclesiastiche introdotte dal Patriarca Nikon. I Vecchi credenti continuarono infatti a esercitare le antiche pratiche della Chiesa russa antecedenti all'entrata in vigore delle riforme.
I russi si riferiscono a tale scisma con il termine raskól (раскол), che etimologicamente indica l'atto di "fendere" o "spaccare".

## Storia

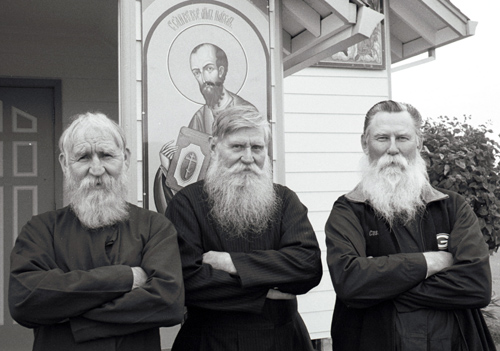
Vecchi Credenti in una comunità di Woodburn, Oregon

### Presupposti dello scisma
A partire dalla metà del XVII secolo i membri del clero greco posero all'attenzione di quello russo le discrepanze tra le pratiche ecclesiastiche e gli usi ortodossi presenti tra le due chiese. In particolare, nel 1649, giunse a Mosca Paisios, Patriarca ortodosso di Gerusalemme, il quale iniziò a contestare apertamente l'ortodossia dei testi russi. Ritenendoli in alcune parti "eretici" all'insegnamento divino, cercò di convincere il Patriarca Iosif e, in seguito, Nikon, della necessità di una loro profonda modifica. La gerarchia ecclesiastica russa, sotto l'egida del patriarca Iosif, arrivò pertanto a ritenere che la Chiesa ortodossa russa, a causa della scarsa competenza dei copisti medievali, avesse sviluppato riti e testi liturgici che differivano significativamente dagli originali greci. Tali errori ebbero come effetto quello di far divergere quest'ultima dalle altre chiese ortodosse. 
Al fine di rendere ancora più effettiva la comunione tra le chiese ortodosse, nonché per correggere i supposti errori, il Patriarca di tutte le Russie Iosif decise di portare a termine alcune riforme liturgiche. Ebbe nel proprio intento l'appoggio dello zar Alessio I che, tuttavia, prima di procedere a una tale delicata decisione, ordinò al proprio messo Arsenij Suchanov di accompagnare Paisios in Grecia per verificare la veridicità delle asserzioni di quest'ultimo. Le notizie che giunsero allo zar non furono confortanti: nel 1650 veniva reso edotto che i monaci di Monte Athos avevano bruciato su di un rogo i testi sacri russi bollandoli come eretici, nel 1652 apprendeva invece che la fede di cui Paisios si diceva portatore non gli aveva impedito di ordinare l'assassinio di un proprio rivale al soglio di Gerusalemme il cui corpo, successivamente, era stato gettato in mare. Tali resoconti non fermarono tuttavia un processo che si era già avviato nel 1650 con la stampa, fortemente voluta dal movimento dei riformatori liturgici di corte che aveva il suo esponente più influente in Fëdor Alekseevič Rtiščev, del Kormčaja kniga, libro di diritto canonico con al proprio interno un rituale sul matrimonio interamente mutuato da quello introdotto da Papa Paolo V nel cattolicesimo.
La fazione filo-occidentale, che promulgava l'apertura della religione ortodossa alle influenze esterne in modo tale da fare diventare la Russia uno Stato pienamente "europeo" si era messa in moto. Le Riforme subirono una brusca accelerazione con l'ascesa al Soglio di Nikon. Sostenuto dagli "Zelatori della Pietà", associazione ortodossa rigoristica di cui faceva parte ed i cui membri sarebbero diventati in seguito i suoi più acerrimi oppositori, il nuovo Patriarca, seguendo un preciso piano politico tendente a trasformare la Russia in una sorta di teocrazia, riunì nel 1652 un sinodo esortando il clero a comparare Typikon, Euchologion, e gli altri libri liturgici russi con i loro corrispondenti greci. In tutta la Russia i monasteri ricevettero la richiesta di inviare tali opere a Mosca al fine di procedere a un'analisi comparativa. In tal modo, un anno dopo, una commissione di religiosi arrivò alla revisione completa di tutti i testi liturgici dell'epoca, sancendo la cosiddetta Riforma di Nikon.
Il locum tenens del Patriarcato, Pitirim di Kruticij, riunì un secondo sinodo nel 1666, al quale parteciparono il Patriarca Michele III di Antiochia, il Patriarca Paisius di Alessandria e un gran numero di vescovi. Alcuni storici sostennero che i patriarchi ricevettero 20.000 rubli ciascuno in oro e pellicce per la loro partecipazione. Questo concilio approvò il lavoro della commissione che lo aveva preceduto e varò la riforma definitiva. Successivamente lanciò un anatema contro coloro che si fossero opposti all'innovazione e contro gli antichi libri e rituali russi. Come effetto secondario della condanna delle antiche tradizioni russe si indebolì agli occhi della cristianità la teoria che vedeva in Mosca la Terza Roma. Invece che guardiana della fede ortodossa, infatti, l'antico credo russo risultò agli occhi della cristianità, per ammissione delle sue stesse alte cariche, essere unicamente il cumulo di gravi errori liturgici.
Nonostante tale considerazione sia il Patriarca ad interim che lo Zar si affrettarono a benedire ed appoggiare la riforma, per motivi sia religiosi sia politici; alcuni autori ritengono infatti che Alessio I, incoraggiato dai recenti successi bellici contro la Confederazione Polacco-Lituana che avevano portato all'annessione della Russia occidentale e dell'Ucraina, nutrisse l'ambizione di diventare il liberatore delle regioni ortodosse che erano allora nelle mani dell'Impero ottomano, supportato in tale progetto dai Patriarchi del Vicino Oriente..
Secondo ricerche svolte a inizio del secolo XX da parte dello storico Kapterev, i messali russi discenderebbero da testi differenti da quelli utilizzati dai greci coevi alla riforma e, quindi sempre secondo gli studi dello storico Kapterev, i primi sarebbero molto più antichi, e quindi più "sacri" di questi ultimi. Secondo tale tesi sarebbe scorretto parlare di errori di copisti inesperti, essendo le opere allora utilizzate perfettamente rispondenti al modello originario.

### Scisma e sue conseguenze
Gli oppositori alla riforma ecclesiastica furono un numero piuttosto elevato, nonché distribuito in tutti gli strati sociali. La circostanza per la quale, persino dopo la deposizione ufficiale di Nikon (1658), una serie di concili ecclesiastici continuarono nell'attuazione delle riforme volute da quest'ultimo, fece nascere per la Russia un movimento di protesta chiamato Raskol. I Vecchi credenti, infatti, rifiutarono recisamente le innovazioni imposte e i più radicali arrivarono ad affermare che la Chiesa ortodossa era caduta nelle mani dell'Anticristo. Sotto la guida dell'arciprete Avvakum Petrov (1620 o 1621 - 1682), diventato il leader della fazione conservatrice del movimento dei Vecchi Credenti, gli scismatici denunciarono pubblicamente, in tutta la Russia, le riforme ecclesiastiche. La Chiesa ortodossa lanciò diversi anatemi contro di loro, i quali, come già narrato più sopra, oltre agli aderenti del movimento colpirono anche i vecchi riti e messali russi. Il primo episodio di persecuzione che colpì i fedeli al Vecchio rito si verificò nel 1657 quando tre artigiani di Rostov, che rifiutavano recisamente di uniformarsi ai nuovi canoni, furono dapprima torturati e quindi esiliati in Siberia. Ai Vecchi Credenti fu tolto ogni diritto civile, alcuni adepti (incluso l'arciprete Avvakum) furono inoltre arrestati e giustiziati alcuni anni più tardi.
Fu tuttavia solo dopo il 1685 che fu posta in essere una persecuzione su larga scala, con torture ed esecuzioni sommarie per tutto il paese. Molti Vecchi Credenti lasciarono la Russia, altri restarono diventando il gruppo religioso maggioritario in alcune regioni come in Pomorje (la regione di Arcangelo), Guslitsj, la regione di Kursk, gli Urali e la Siberia. Nella loro strenua lotta contro Stato e Chiesa ufficiale alcuni scelsero la via dell'auto-immolazione sul rogo, ritenendo il mondo terreno ormai patria dell'Anticristo, altri optarono invece per la ribellione armata. Tra i primi la storiografia riporta 1700 fedeli arsi vivi a Tobol'sk il 6 gennaio 1679, altri 300 a Tjumen' il 6 ottobre 1687, altri 2700, seguaci della setta di un tale monaco Ignazio, si uccisero nello stesso modo il 4 marzo dello stesso anno: si calcola che tra il 1685 e il 1690 le vittime di tali gesti furono all'incirca ventimila. Tra chi decise di ribellarsi vi furono i monaci del monastero di Solov che resistettero per ben otto anni (dal 1668 al 1676) all'assedio ordinato dallo zar Alessio. Alla loro capitolazione seguì di pochi giorni la morte dello stesso zar, che molti fedeli giudicarono come una punizione divina per il gesto empio di cui si era macchiato. A causa della loro dottrina "egualitaria" e refrattaria ad ogni gerarchia statale ed ecclesiastica, alcuni tra gli aderenti al vecchio culto della confessione dei Bespopovcy ebbero un ruolo attivo e determinante durante le rivolte cosacche tra il 1667 e il 1670 e durante quella del 1773 condotta da Emel'jan Ivanovič Pugačëv.
Nel corso dei secoli l'oppressione del governo variò in modo significativo, passando alternativamente da una sostanziale tolleranza, come sotto Pietro I (durante il cui regno i Vecchi Credenti dovettero pagare una tassazione doppia e una gabella per la loro scelta di portare la barba) a periodi di intensa persecuzione, come sotto Nicola I. Ciononostante da parte dell'autorità statale come della chiesa ortodossa rimase immutata la percezione del movimento come una minaccia per l'intera Russia.
Nel 1905 lo zar Nicola II siglò un atto che sanciva la libertà di culto e pose fine nell'impero alle persecuzioni delle minoranze religiose. Ai Vecchi Credenti fu riconosciuto il diritto di costruire chiese, di far rintoccare le campane, di tenere processioni e di auto-organizzarsi gerarchicamente. Fu proibito (come lo era stato sotto il regno di Caterina II) riferirsi a loro come raskolniki (scismatici), un appellativo che questi ultimi avevano sempre considerato diffamatorio. Le persone spesso si riferiscono al periodo che va dal 1905 al 1917 come "l'età dorata dell'antica fede": i Vecchi Credenti erano stati emancipati e non ricoprivano più il gradino più basso della scala sociale, il loro numero crebbe a dismisura fino ad arrivare a venti milioni di fedeli. Tuttavia permasero alcune restrizioni, quale la proibizione per gli aderenti a tale fede di diventare funzionari statali.

### Situazione attuale

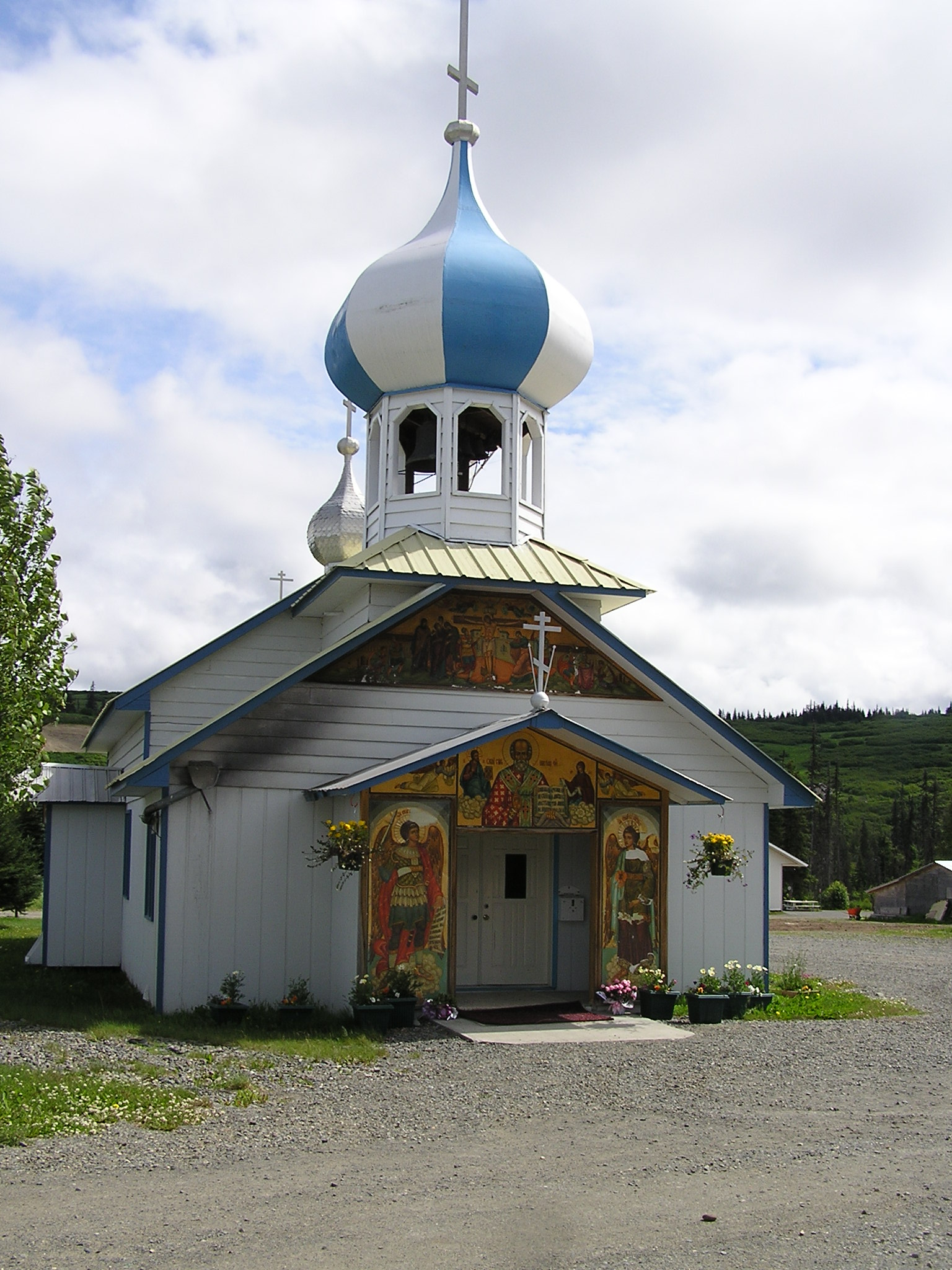
Chiesa Vecchio Credente in Alaska

Nel 1971 il patriarcato moscovita revocò l'anatema lanciato sui vecchi credenti nel XVII secolo, ma la maggior parte fra le comunità di questi ultimi rifiutò di tornare in comunione con le altre Chiese ortodosse.
Stime ritengono che il numero totale degli aderenti a tale fede vari da 1 a 10 milioni di individui, alcuni dei quali vivono in comunità estremamente isolate nei luoghi dove alcuni secoli fa erano stati costretti a fuggire per evitare le persecuzioni. Una comunità di 40.000 Vecchi credenti lipovani tuttora vive tra l'Ucraina e la Romania, sul delta del Danubio. Negli anni dieci del XX secolo all'incirca il 25% della popolazione russa dichiarava di fare parte di branche del movimento dei vecchi credenti (secondo i dati del censimento del 1910).
Le Chiese dei vecchi credenti presenti in Russia hanno ultimamente iniziato la rivendicazione delle loro proprietà dopo il crollo del regime sovietico, sebbene l'antico credo (a differenza della Chiesa ortodossa ufficiale) si trovi spesso in difficoltà nel reclamare i propri diritti di fronte all'autorità statale. Mosca ospita le chiese delle più importanti branche del movimento: Rogožskaja Zastava (centro ufficiale dei Popovcy della Gerarchia Belokrinitskaja), una cattedrale per la Gerarchia Novozjbkovskaja a Zamoskvoreč'je, e Preobraženskaja Zastava dove coesistono i Pomorcy e i Fedoseevcy.
Tra tutti i rami dei vecchi credenti, solo i Pomorcy e i Fedoseevcy convivono pacificamente; nessuna delle altre branche si riconosce reciprocamente. Ultimamente alcuni fedeli hanno dimostrato alcune tendenze verso un ecumenismo interno, ma queste vedute trovano scarso supporto tra i leader ufficiali delle congregazioni.
Attualmente si possono trovare piccole comunità di vecchi credenti sparse per tutto il globo, emigrate per via delle persecuzioni messe in atto dall'autorità zarista e quindi dalla Rivoluzione Russa. Le più numerose al di fuori dalla Russia sono a Plamondon, Alberta; Woodburn, Oregon; Erie, Pennsylvania; Erskine, Minnesota, in varie parti dell'Alaska incluse Homer (Voznesenka, Razdolna, e Kachemak Selo), Anchor Point (Nikolaevsk), Delta Junction, e in Estonia sul Lago Peipsi. Una prospera comunità vive inoltre a Sydney, in Australia.
Nel libro Eremiti nella Taiga (in russo Таёжный тупик?), scritto da Vassili Peskov (pubblicato in Francia nel 1992 e in Italia nel 1994 con traduzione di Pia Pera, ISBN 978-88-04-36695-9), si racconta di una famiglia di vecchi credenti scoperti nel 1978 nella taiga russa che non avevano più contatti con la civiltà urbana dal 1938. Il capofamiglia era Karp Osipovich Lykov, volontariamente isolatosi dalla civiltà urbana con la moglie e i figli.

## Principali modifiche introdotte dalla riforma
Le numerose modifiche nei messali e nei Libri liturgici occupano all'incirca 400 pagine. I Vecchi Credenti ritengono i seguenti cambiamenti i più significativi:
|                             | Vecchio rito | Nuovo rito |
| --------------------------- | --- | --- |
| Traslitterazione di "Gesù"  | Ісусъ (pronunciato "Isus") | Іисусъ (pronunciato "Iisus", con due 'i') |
| Credo                       | рождена, а не сотворена (generato "ma" non creato); И в Дѹха Свѧтаго, Господа истиннаго и Животворѧщаго (E nello Spirito Santo, il Vero Signore, colui che dà la vita) | рождена, не сотворена (generato, non creato); И в Дѹха Свѧтаго, Господа Животворѧщаго (E nello Spirito Santo, il Signore, colui che dà la vita) |
| Segno della croce           | Due dita tese | Tre dita tese |
| Prosfora nella Liturgia     | Sette Prosfore | Cinque Prosfore |
| Direzione delle Processioni | In direzione del sole | In direzione opposta al sole |
| Alleluia                    | Аллилуїa, аллилуїa, слава Тебѣ, Боже (Alleluia, alleluia, Gloria a Te, o Dio)                                                                                          | Аллилуїa, аллилуїa, аллилуїa, слава Тебѣ, Боже (Tre volte alleluia)                                                                             |

Ulteriori differenze sono evidenziate nel paragrafo relativo. I lettori moderni potrebbero percepire queste modifiche come marginali ma la fede in quel determinato periodo storico era strettamente interconnessa ai rituali e ai dogmi, che fin dalla cristianizzazione della Russia si identificavano con la verità dottrinale. Inoltre le autorità imposero le riforme autoritativamente, senza consultare i rappresentanti di coloro che sarebbero stati a loro soggetti tanto che si può affermare che la reazione contro la cosiddetta Riforma di Nikon era diretta anche contro le modalità della sua attuazione. Infine alcune parti dei testi furono cambiati in maniera del tutto arbitraria. Per esempio dove negli antichi libri si leggeva 'Христосъ' [Cristo], gli assistenti di Nikon vi sostituirono 'Сынъ' [il Figlio], e dove era scritto 'Сынъ' fu inserito 'Христосъ'. Così come dove si leggeva 'Церковь' [Chiesa], Nikon sostituì 'Храмъ' [Tempio] e viceversa. La percezione dell'arbitrarietà delle modifiche ebbe come effetto quello di disorientare i fedeli e mal predisporli nei confronti delle autorità religiose.

### Il nome di Gesù
Esempio esplicativo di tale arbitrarietà è la modifica del nome di Gesù. Tale modifica non fu di facile comprensione da parte del volgo e del basso clero, inizialmente non in grado di capacitarsi del fatto che la divinità adorata per secoli dai loro antenati avesse di fatto un nome diverso. I Vecchi Credenti, facendo in parte leva su questo straniamento, sostenevano che l'inserimento della lettera и rappresentasse la negazione del Cristo e che tutti coloro che pregavano Іисусъ non stessero facendo altro che pregare l'Anticristo, di cui Nikon era considerato il profeta e rappresentante in terra.

### Il "Vero Signore"
La disputa relativa al Credo è racchiusa essenzialmente nell'eliminazione dell'attributo "vero" riferito a Dio. I Vecchi Credenti contestano tale modifica riferendosi a un passo di Dionigi il Grande che così recita: Negare sé stessi è venire meno alla verità poiché la verità è l'essere, se dunque la verità è l'essere, il venir meno alla verità è negare l'essere. Ma Dio non può evitare di essere e non può non essere. Partendo da questo presupposto gli aderenti alla Vecchia Fede ritengono che l'elisione della "verità" in riferimento a Dio provoca come conseguenza logica la negazione dell'essere, e quindi di Dio stesso, da parte dei Riformisti.

### Il Segno della Croce
Il segno della croce a due dita, elemento caratterizzante dei seguaci del Vecchio Credo, era stato sostituito dalla Riforma con quello a tre. Si riteneva infatti che solo questo fosse aderente ai testi liturgici "ortodossi" (e cioè greci) i cui teologi riconducevano tale simbologia alla Trinità. Prima del 1666 tale differenza era molto esecrata dalle altre Chiese ortodosse, come comprova il rogo dei testi moscoviti da parte dei monaci di Monte Athos posto in essere proprio a cagione di tale difformità. In realtà i fedeli del Vecchi Rito non ritenevano affatto di compiere il gesto della croce con due dita ma con cinque, ed erano proprio le tre dita, ripiegate e congiunte alla loro estremità, a simboleggiare la trinità. Le due dita tese rappresentavano invece la divinità e l'umanità di Cristo. Tale simbologia si rifaceva alle opere di Melezio di Antiochia, Pietro Damasceno e Massimo il Greco.
I Vecchi Credenti ritenevano invece che l'atto di segnarsi con tre dita tese non simboleggiasse la trinità divina, ma quella demoniaca del serpente, della bestia e del falso profeta (così come descritti nell'Apocalisse di Giovanni), arrivando talvolta a individuare i richiamati simboli rispettivamente nel diavolo, nel patriarca e nello zar. Nel denunciare il Segno della Croce a tre dita i Vecchi Credenti si rifacevano inoltre alla condanna inflitta post-mortem da Papa Stefano VI a Papa Formoso, ritenuto dagli scismatici il primo a introdurre tale gesto nella cristianità, durante il famoso sinodo del cadavere.

### Le prosphore
La Riforma incise profondamente anche sul rito delle prosphore, pani fermentati utilizzati per l'uso eucaristico, modificandone il numero. Nel Vecchio Rito erano sette: la quarta in particolare era offerta al clero, la quinta allo zar e alla di lui famiglia, la sesta ai viventi e la settima ai defunti. Nikon dispose invece la preparazione durante la liturgia di sole cinque prosphore, dedicando la quarta per tutti i viventi (senza quindi distinzioni di sorta tra clero, famiglia reale e semplici sudditi) e la quinta ai defunti. Ulteriore innovazione fu il precetto che imponeva al sacerdote di spezzettare nove particole dalla terza prosphora e un numero a piacere dalle altre.

### Le Processioni
Le Processioni secondo il corso del sole furono prescritte per la prima volta in un Rituale del 1602 in riferimento alla celebrazione del matrimonio. Nelle successive edizioni fu esteso tale precetto per la consacrazione delle Chiese. Tuttavia né i testi liturgici stampati sotto Nikon né gli atti del Concilio del 1666-67 fanno riferimento a processioni contro-sole non consentendo agli storici di individuare in quale occasione tale norma liturgica, duramente contestata durante il raskol, fosse entrata in vigore.

### La disputa sull'Alleluia
Uno dei cambiamenti principali e tra i più contestati delle riforme liturgiche nikoniane concerne il numero di "alleluia" da elevare durante le celebrazioni.
La parola deriva, secondo i Vecchi Credenti che si basavano sui testi di Gregorio di Nissa e Basilio Magno, dalla lingua angelica e ha come significato "Gloria a te o Dio", contenendo in sé, secondo gli Alfabeti russi redatti nel XVII secolo, le espressioni AL per il Padre, EL per il Figlio e UIA per lo Spirito Santo.
Introducendo nei testi liturgici l'obbligo di recitare l'Alleluia per tre volte, poiché a tali parole doveva necessariamente seguire la frase "Gloria a te o Dio" (come disposto dallo stesso Gregorio), Nikon ha compiuto a parere degli scismatici una doppia blasfemia, in primo luogo in quanto recitando "di fatto" quattro volte la stessa espressione non ha considerato che, per i dottori della Chiesa, solo glorificandolo per tre volte si rende grazie a Dio e infine poiché in tal modo omologava la liturgia ortodossa a quella cattolica.
La condanna alla quadruplice lode era già contenuta negli atti dello Stoglavyj sobor, Concilio tenutosi nel 1551 e considerato "ortodosso" dagli aderenti del Vecchio Credo.
Significativo, a tal proposito, è l'anatema che l'Arciprete Avvakum ha inserito nella propria autobiografia: è abominevole a Dio questo quadruplice canto [...]. Sia maledetto chi canta con Nikon e la Chiesa romana.

## Confessioni dei Vecchi Credenti
Anche se tutti i gruppi di Vecchi Credenti nacquero dalla strenua opposizione alle riforme di Nikon, non costituirono mai un singolo corpo monolitico. Infatti all'interno del movimento è tutt'oggi presente una grande varietà di gruppi che professano interpretazioni differenti dei testi liturgici e il più delle volte non sono in comunione l'uno con l'altro. Alcuni di questi praticano persino un nuovo battesimo prima di accogliere un fedele proveniente da un'altra confessione dell'Antica Fede.
La terminologia utilizzata per delineare le diverse branche non rende possibile una delineazione precisa delle singole dottrine. In generale si è soliti riferirsi ai due gruppi maggiori (i popovcy e i bespopovcy) come soglasie o soglas (in lingua italiana: "confessioni"). Un altro termine, tolk (italiano: "dottrine") si applica alle ulteriori divisioni interne alle "confessioni". In particolare tale termine è utilizzato per indicare le numerose sette createsi all'interno del movimento dei Bespopovcy.

### Popovcy
Poiché nessuno tra i Vescovi russi nel XVII secolo aderì allo scisma (ad eccezione di Pavel di Kolomna, che fu tuttavia giustiziato), si pose il problema dell'ordinazione apostolica dei nuovi ministri del culto. Emersero allora due differenti tendenze: i "pretisti" (поповцы: Popovcy) e i "non pretisti" (беспоповцы: Bespopovcy — letteralmente "quelli senza sacerdoti").
I Popovcy rappresentavano l'ala più moderata dei Vecchi Credenti, coloro che sostenevano la necessità di continuare la vita religiosa e parrocchiale nel medesimo modo in cui questa era posta in essere precedentemente alle riforme di Nikon. Essi riconobbero la validità dell'ordinazione sacerdotale nei confronti di coloro che, diventati preti nella Chiesa ortodossa russa, decidevano di unirsi al movimento. Nel 1846 convinsero Amvrosii Popovič (1791 - 1863), un vescovo greco-ortodosso deposto dai Turchi dal proprio soglio di Sarajevo, di diventare un Vecchio Credente e di consacrare tre nuovi vescovi dell'"Antica Fede". Nel 1859 i Vescovi Vecchio Credenti, che avevano raggiunto il numero di dieci, stabilirono un proprio episcopato che chiamarono gerarchia Belokrinickaja. Non tutti i Vecchi Credenti "pretisti" riconobbero tuttavia tale gerarchia. I dissidenti, noti come беглопоповцы (beglopopovcy) ottennero un proprio episcopato negli anni venti del XX secolo. Queste due chiese, pur condividendo lo stesso credo, ritengono illegittimi ed impostori l'una i vescovi dell'altra. I Popovcy hanno preti, vescovi e tutti i sacramenti della chiesa ortodossa, inclusa l'eucaristia.

#### Suddivisioni interne ai Popovcy
- Gerarchia Belokrinickaja - la più diffusa confessione dei Popovcy. La componente russa di tale Chiesa è anche nota come Belokrinickoe Soglasie o come Chiesa ortodossa russa di antico rito.
  - Chiesa ortodossa di antico rito dei Lipovi
  - Okružniki (estinti)
  - Neokružniki (estinti)
- Gerarchia Novozjbkovskaja o Chiesa russa antico-ortodossa.
  - Beglopopovcy (estinti, confluiti nella Chiesa russa antico-ortodossa)
- Lužkane, anche conosciuti come Lužkovskoe soglasie (estinti). In alcuni luoghi questo peculiare gruppo rifiutò l'introduzione di sacerdoti, facendo in tal modo parte dei Bespopovcy.

### Bespopovcy
I Bespopovcy (i "senzapreti") sono caratterizzati da un atteggiamento di rifiuto del "Mondo" dominato dall'Anticristo; essi profetizzano l'imminente fine del mondo e promulgano l'ascetismo e una stretta aderenza agli Antichi riti e all'Antica fede. I Bespopovcy ritengono che la vera Chiesa di Cristo ha cessato di esistere sulla terra, e per questo, in molti casi, hanno rinunciato a tutti i sacramenti eccezion fatta per il battesimo.

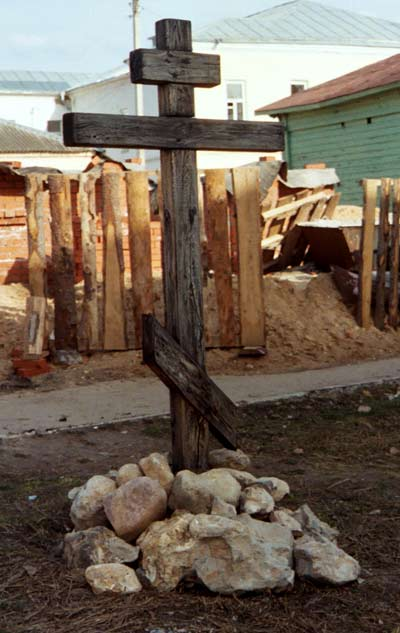
La Tomba della boiarda Morozova, venerata come martire da alcune comunità di Vecchi Credenti

#### Suddivisioni interne ai Bespopovcy
I Bespopovcy sono caratterizzati da una grande frammentazione in sotto-branche.
- Pomorcy o Danilovcy (da non confondere con i Pomor) originari della Russia Nord-Europea (Carelia, Oblast' di Arcangelo). Inizialmente rifiutarono il sacramento del matrimonio e di dedicare qualsivoglia preghiera allo zar. A loro volta hanno al proprio interno numerose suddivisioni.
  - Novopomorcy, o "Nuovi Pomorcy" - accettano il matrimonio
  - Staropomorcy, o "Vecchi Pomorcy" - rifiutano il matrimonio
  - Fedoseevcy – “Società dei cristiani Vecchio Credenti della confessione dei Vecchi Pomorcy" (dal 1690) - rifiutano il matrimonio e praticano una forma di rigoroso ascetismo
  - Filippovcy.
  - Časovennje (dal termine Časovnja - cappella) - branca siberiana. I Časovennje inizialmente avevano sacerdoti ma in seguito decisero per optare per una confessione senza preti. Nelle terre a oriente del Lago Bajkal sono anche conosciuti come Semejskie.
- Aristovci (dall'inizio del XIX all'inizio del XX secolo, oggi estinti) - dal nome del mercante Aristov, primo leader del gruppo;
- Titlovci (estinti nel XX secolo) - costola dei Fedoseevci, promulgavano l'uso dell'iscrizione di Pilato sopra la croce (titlo), che gli altri gruppi rifiutano;
- La Confessione dei Troparion (troparščiki) - un gruppo che commemorava lo zar nei suoi inni (troparia);
- La Confessione di Daniel o i "parzialmente sposati" (danilovci polubračnje);
- La Confessione degli Adamant (adamantovj) - rifiutavano di utilizzare denaro e passaporti (poiché contenenti il marchio dell'Anticristo);
- La Confessione di Aaron (aaronovci) - seconda metà del XVIII secolo, da uno scisma dei Fillipovci.
- "La Confessione della Nonna" o gli "auto-battezzati" - praticano l'auto battesimo o il battesimo da parte di donne anziane (babuški), dal momento che il sacerdozio, secondo la loro opinione, aveva cessato di esistere;
- "I buco adoranti" (džrniki) - rinunciano all'uso delle icone e pregano verso oriente attraverso un buco nel muro;
- Melchisedecs (a Mosca e in Baschiria) - praticano un peculiare rito "quasi-eucaristico";
- "I Fuggenti" (beguny) o Vagabondi (stranniki);
- "Netovcy" o "Spasovcy", da "Spasovo soglasie" (Confessione del Salvatore) - negano la possibilità di ricevere sacramenti o di pregare in chiesa: il nome deriva dal termine russo no (net) perché la loro visione religiosa è esemplificabile come "no" sacramenti, "no" chiese, "no" preti ecc.

### Edinovercy
- Edinovercy (единоверчество) - decisero di fare parte della Chiesa ortodossa russa ufficiale pur mantenendo i vecchi riti. Apparsi per la prima volta nel XIX secolo, gli Edinovercy decisero di rimanere sotto l'omoforio del Patriarcato di Mosca o della Chiesa Ortodossa fuori dalla Russia. La circostanza di avere conservato i riti precedenti alla riforma fece modo che venissero chiamati con l'appellativo di "Vecchi Ritualisti", ma la loro comunione con le chiese ortodosse ufficiali non permette loro di essere ricompresi tra le comunità di Vecchi Credenti.

## Differenze tra i Vecchi Credenti e la Chiesa ortodossa russa

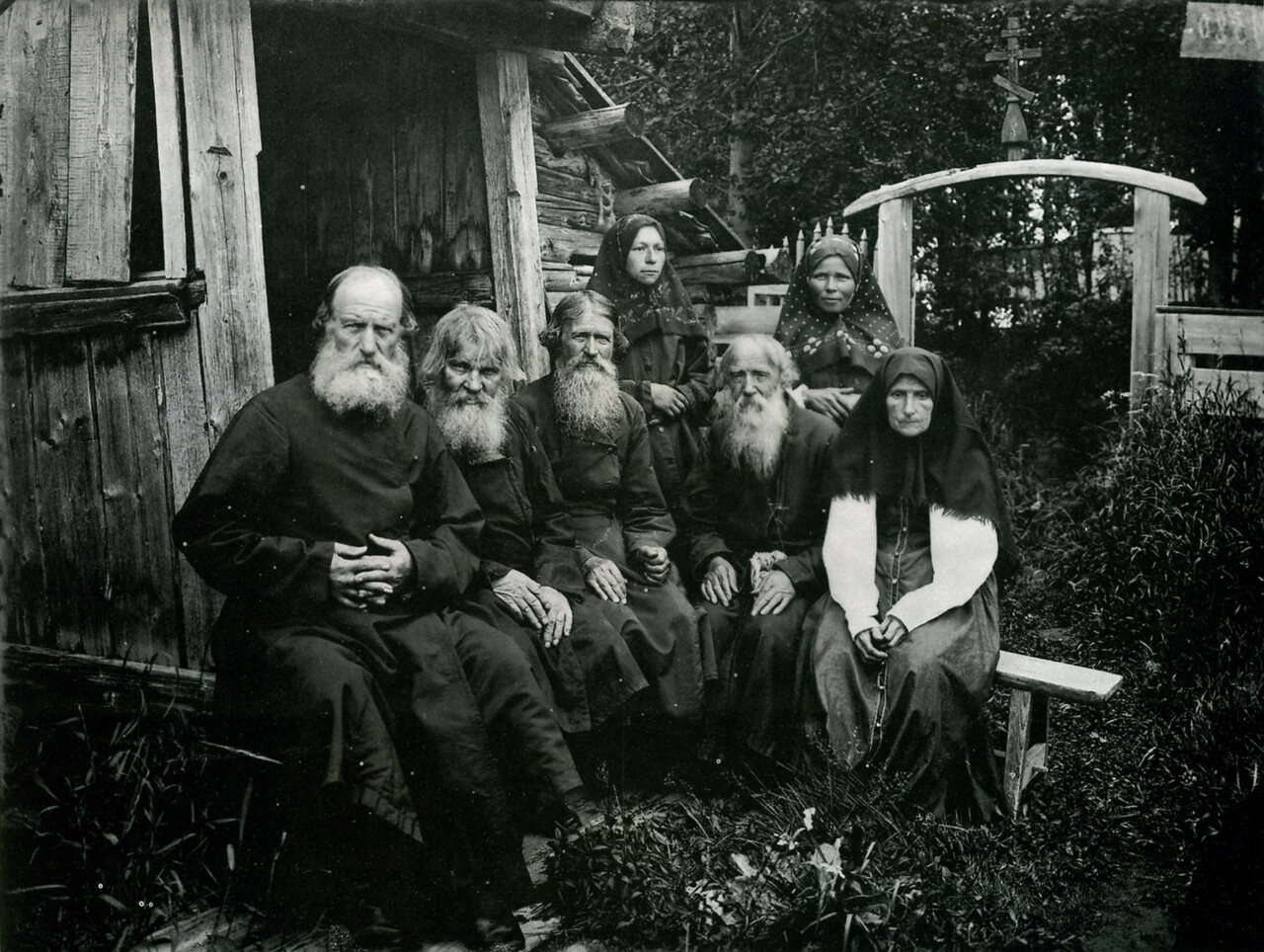
Skita di Vecchi Credenti nella foresta del Kerženec (1897)

- I Vecchi Credenti utilizzano due dita tese per compiere il segno della croce, gli ortodossi tre. I seguaci del Vecchio Rito si basano infatti sulle raffigurazioni di Gesù mentre impartisce le proprie benedizioni, mentre quelli del nuovo affermano che le tre dita tese sono il segno della Trinità. Questa è una delle più importanti differenze tra le due branche dell'Ortodossia russa e una delle più caratterizzanti (come dimostra il quadro raffigurante la boiarda Feodosija Morozova, riportato in cima alla pagina).
- I Vecchi Credenti rifiutarono tutti i cambiamenti e le cancellazioni introdotte nei testi liturgici riformati. Per questo continuarono ad utilizzare la traduzione in Slavo ecclesiastico dei testi sacri, incluso il Salterio.
- I Vecchi Credenti riconoscono il solo battesimo effettuato tramite tre immersioni nell'acqua santa e respingono ogni altro modo di conferire tale sacramento, come quello di far gocciolare o spruzzare l'acqua sul capo del battezzando, come la Chiesa ortodossa ha accettato dal XVIII secolo.
- I Vecchi Credenti si oppongono per principio ad ogni forma di ecumenismo.
- I seguaci del Vecchio Rito non venerano i santi glorificati dalla Chiesa ortodossa dopo il 1666. Per esempio non venerano Serafino di Sarov, uno dei santi russi più conosciuti del XIX secolo. D'altro canto i vescovi Vecchio credenti hanno canonizzato santi che non sono riconosciuti dalla Chiesa ortodossa, come, ad esempio, l'arciprete Avvakum.
- I Vecchi Credenti venerano icone a sbalzo (argento, bronzo) e incise (legno) così come quelle dipinte. La Chiesa ortodossa proibisce invece la venerazione di qualsivoglia icona in rilievo.
- I due credi hanno inoltre un numero di piccole ma essenziali differenze nel rito ecclesiastico. Ecco le principali:
  - La liturgia dell'Antica Fede è composta da 7 prosfora e non da 5, come nella chiesa ortodossa riformata.
  - I Vecchi credenti intonano l'alleluia due volte dopo il salmo e non tre.
  - Gli scismatici non usano inni polifonici, ma solo monofone all'unisono. Hanno inoltre un proprio modo peculiare nello scrivere le note musicali sugli spartiti, con segni speciali: krjuki o znamena.
  - I Vecchi Credenti ammettono solo le immagini sacre realizzate secondo le norme dell'iconografia della Russia antica o bizantina e non accettano di venerarne copie fotografiche o stampate.
  - I Vecchi credenti non si inginocchiano durante la preghiera ma si prostrano e si genuflettono. Mentre compiono tali riti utilizzano una piccola coperta, chiamata područnik, al fine di poggiarvi le mani: le dita utilizzate per compiere il segno della croce devono difatti rimanere pulite durante le preghiere.
  - Un normale servizio liturgico di Vecchi Credenti dura in media tra le due e le tre volte di più rispetto al suo corrispondente ortodosso.
  - Gli altari ortodossi hanno un antimension posto sopra l'indita; nel Vecchio Rito quest'ultimo paramento copre invece il primo.
  - Mentre recitano le proprie preghiere i Vecchi Credenti utilizzano un particolare tipo di collana a grani chiamata lestovka, con la quale tengono il conto delle orazioni e delle prostrazioni.
  - Coloro i quali tra gli scismatici sono ordinati preti sono soliti compiere una rigida preparazione prima di avvicinarsi al sacramento della Comunione, con digiuni e penitenze che durano intere giornate.

I Vecchi Credenti hanno inoltre pratiche giornaliere che ben li contraddistinguono dagli altri fedeli ortodossi: i più ritengono radersi la barba un peccato, anche se vi sono alcuni gruppi più tolleranti di altri a questo riguardo. Alcune confessioni di Bespopovcy proibiscono l'uso del caffè, del tè e del tabacco. I gruppi più oltranzisti hanno poi sviluppato una visione estremamente chiusa verso il mondo esterno: gli appartenenti a tali comunità rifiutano di dividere il proprio cibo con gli appartenenti ad altre religioni, o di usare oggetti non di proprietà dei fedeli del proprio credo.

## Validità della teoria riformista: le fonti della tradizione russa

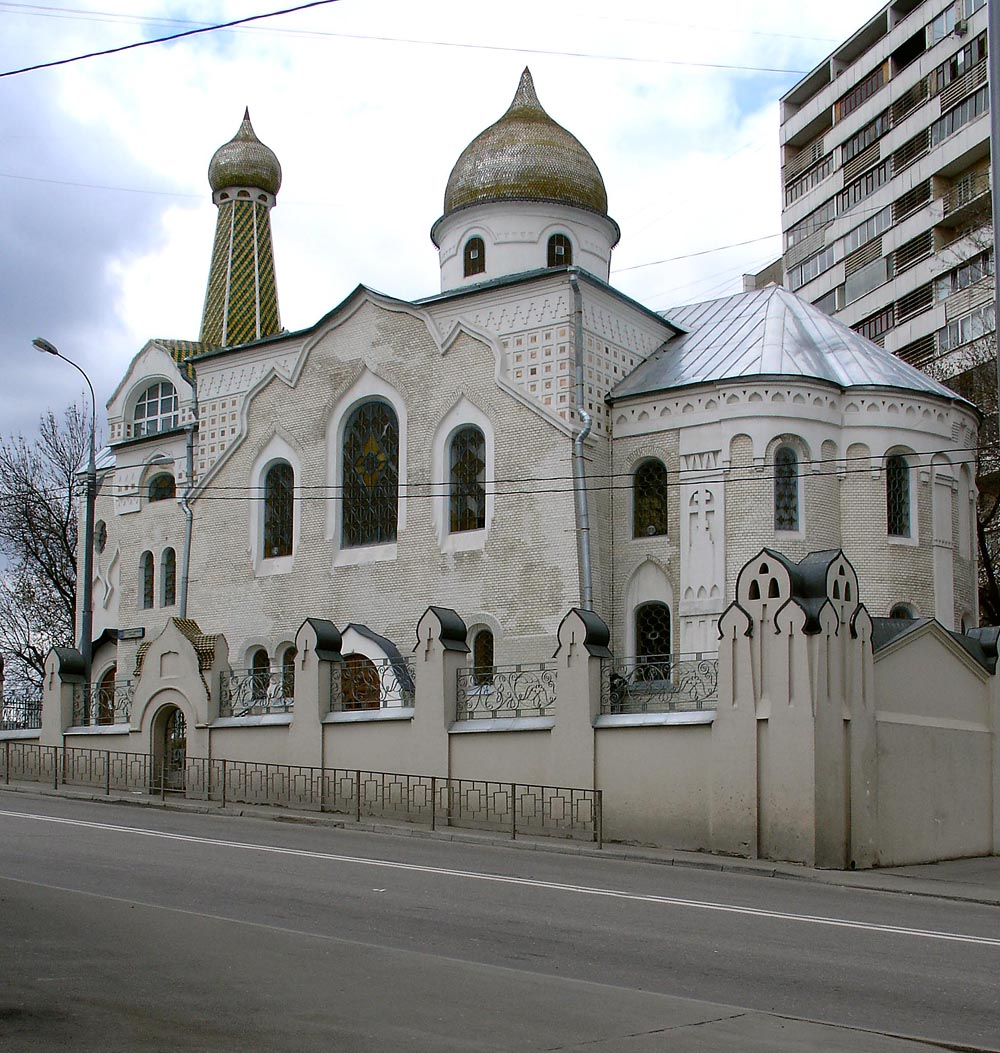
Chiesa dei vecchi credenti a Mosca.

Vladimir I di Kiev convertì ufficialmente gli slavi orientali al Cristianesimo nel 988, facendo adottare agli stessi le pratiche liturgiche greche. Alla fine dell'XI secolo, grazie agli sforzi di San Teodosio di Pečers'k (Феодосий Киево-Печерский) fu introdotto nella Rus' il cosiddetto Typikon Studita. Questa opera (essenzialmente una guida per la vita liturgica e monastica) rifletteva le tradizioni della comunità di religiosi che viveva nel famoso monastero Studion di Costantinopoli. Il typicon studita fu adottato dalla parte occidentale dell'Impero bizantino e fu introdotto da Teodosio nelle terre russe. Alla fine del XIV secolo, grazie all'opera di San Cipriano, Metropolita di Mosca e Kiev, tali pratiche liturgiche furono gradualmente soppiantate dal cosiddetto Typicon di Gerusalemme o Typicon di San Saba di Gerusalemme, originariamente un adattamento della liturgia studita ai modi e costumi dei monasteri palestinesi.
Il processo di lenta sostituzione tra i due typica sarebbe continuato per tutto il XV secolo e, a differenza delle riforme Nikoniane, non essendo improvviso incontrò poche resistenze. Tuttavia tra il XV e il XVII secolo i copisti russi continuarono ad inserire parti di materiale Studita nello schema generale del Typicon di Gerusalemme. Questo spiega le differenze tra la moderna versione del Typicon, utilizzata dalla Chiesa ortodossa russa, e quella precedente alla Riforma, chiamata Oko Cerkovnoe ("occhio della Chiesa"). Quest'ultima, basata sulla versione stampata a Mosca negli anni 1610, 1633 e 1641, continua tutt'oggi ad essere utilizzata dai Vecchi Credenti.
Tuttavia, nel corso della polemica contro l'Antica Fede, la Chiesa ortodossa ufficiale spesso denunciò le discrepanze (che erano emerse tra i testi greci e russi) come errori e arbitrarie traduzioni da parte dei copisti russi. Questa accusa di "invenzioni russe" riapparse ripetutamente nei libri di catechesi e nei trattati antiscismatici inclusi, ad esempio, quelli di Dimitrij di Rostov. Lo studio critico delle fonti e del pensiero dei Vecchi Credenti iniziò solo nella seconda metà del XVIII secolo con le ricerche di Nikolaj F. Kapterev (1847-1917), continuate in seguito da Sergej Zen'kovskij. Kapterev dimostrò- per la prima volta in Russia - che i riti, rifiutati e condannati dalle riforme di Nikon, erano gli usi genuini della Chiesa ortodossa prima dell'introduzione del Typicon di Gerusalemme. Le pratiche liturgiche precedenti allo scisma erano quindi più vicine agli originari testi bizantini di quelle utilizzate dai greci coevi alla Riforma.

## Giustificazione dell'Antico Credo
Lo scisma dei Vecchi Credenti non fu solo il frutto della scelta di individualità dotate di carisma e di potere nei confronti della comunità cui appartenevano ma ha cause complesse, legate alla struttura della società russa del XVII secolo. Coloro i quali decisero di allontanarsi dalla gerarchia della Chiesa ortodossa non solo avevano con questa idee divergenti in materia di fede ma anche sulle regole su cui la società cristiana si doveva fondare. Pur con delle differenze all'interno del movimento, i Vecchi Credenti erano espressione delle istanze di rinnovamento all'interno della Russia. Così accanto alle rivendicazioni riguardanti la libertà per il singolo individuo di poter scegliere come indirizzare la propria vita spirituale, vi era anche una forte critica del potere assoluto esercitato dall'autorità statale e dall'alto episcopato.
Inoltre sia i popovcy sia i bespopovcy, pur rappresentando teologicamente e psicologicamente due differenti pensieri, manifestarono le tendenze spirituali, escatologiche e mistiche presenti all'interno della vita della chiesa. A fronte dell'oramai verificatasi secolarizzazione della chiesa ortodossa e della sua subordinazione allo Stato, i Vecchi Credenti vedevano nella propria scelta di vita il tentativo di mantenere la purezza della fede dei loro avi, racchiusa nei vecchi rituali.